# Theo Eggink

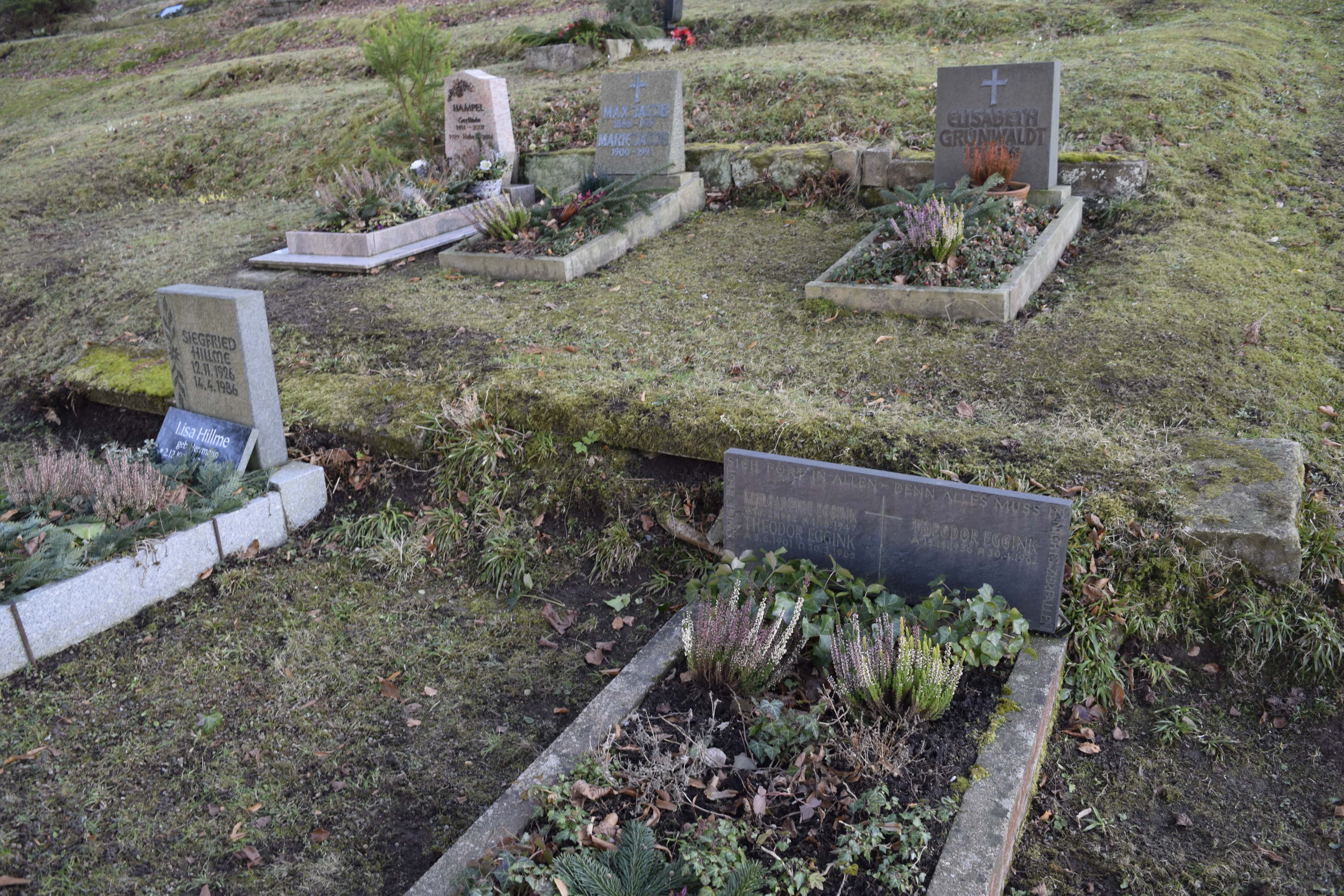
Grabstätte von Familie Eggink – Theodor Eggink Junior (02.2022).

Theodor („Theo“) Eggink (* 7. Juni 1901 in Riga; † 30. März 1965 in Hohnstein (Sächsische Schweiz)) war ein deutscher Holzbildhauer und Scherenschnittkünstler.

## Leben und Werk
Theo Eggink entstammte der uradeligen deutschen Familie Knigge, allerdings einem Zweig, der aus einer außerehelichen Beziehung eines der Freiherrn mit einer Unstandesgemäßen resultierte, weswegen die Nachkommenschaft den Namen Knigge nicht tragen durfte. Einziges Zugeständnis war die Erlaubnis zum Tragen des Namens in umgekehrter Schreibweise – eben Eggink.
Nur selten hat Theo Eggink Kunstwerke geschaffen, die höher als 13 oder 14 Zentimeter waren, und dennoch haben seine Arbeiten eine ganze Kunstrichtung bis heute geprägt – nämlich die Kunst des Schnitzens von Puppenköpfen für das Puppenspiel.
In den 1920er Jahren lernte Eggink den aufstrebenden Puppenspieler Max Jacob kennen, den noch jungen Prinzipal der Hartensteiner Puppenspiele, die später als das Hohnsteiner Puppentheater zu Weltruhm gelangen sollten. Beide, Eggink und Jacob, stammten aus der Wandervogelbewegung, beide verbanden die gleichen Ideale, und so ergab sich bald eine tiefe Freundschaft und eine künstlerische Zusammenarbeit: Eggink half Jacob durch seine Schnitzkunst, zu einem neuen Typus des traditionellen Kasper-Charakters zu finden; statt eines wüsten Haudegens, wie es der Kasper des alten Jahrmarkt-Puppenspiels noch gewesen war, stand nun ein fröhlich lachender Kinderfreund auf der Bühne und zeigte zum ersten Mal Stücke mit pädagogischem Anspruch, die auch in Schulen und Einrichtungen der Jugendpflege aufgeführt werden konnten.

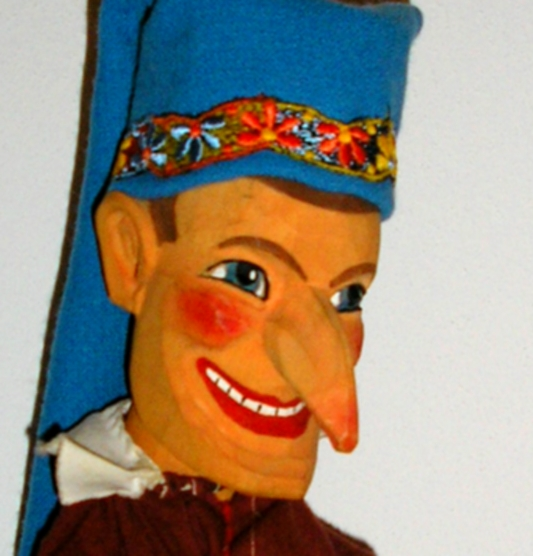
Kasper von Eggink (Sammlung Piccolo Puppenspiele)

Der aus Riga stammende Theo Eggink, der schon mit einfachen Mitteln Puppenköpfe hergestellt hatte, übersiedelte 1924 nach Dresden und wurde Meisterschüler von Theodor Artur Winde in der Holzbildhauerei der Kunstakademie. Als Stammschnitzer des Hohnsteiner Puppentheaters schuf er hunderte von Fantasiegestalten und Charakterfiguren, die zum Teil noch heute das Aussehen der Handpuppen auch moderner Kasperspieler prägen: Wegbereiter für das uns heute vertraute Kasper-Ensemble mit König und Prinzessin, Hexe und Teufel, Seppel und Großmutter waren Theo Eggink und seine Mitarbeiterin Elisabeth Grünwaldt, die für die Bekleidung der von Eggink geschaffenen Handpuppenköpfe verantwortlich zeichnete.
Eggink selbst zeichnete sich durch eine stille und zurückhaltende Natur aus. In seiner Autobiographie Mein Kasper und ich beschrieb Max Jacob die meist erfolglosen Versuche, den Puppenschnitzer auch als Puppenspieler einzusetzen – ein überstarkes Lampenfieber machte Eggink das Agieren vor Publikum unmöglich, mehrfach sei er vor den Auftritten regelrecht geflohen.
So kannte er den Ruhm des Hohnsteiner Puppentheaters nur aus den Erzählungen der Spieler und Presseberichten; seine Arbeitsstätte blieb immer die Schnitzwerkstatt. „Mit der Andacht eines Madonnenschnitzers führte er das Messer über Teufels Fratze“, erinnerte sich der Puppenspieler Rudolf Fischer an den Künstler Eggink, der seine Arbeiten nie signierte; der Fachmann weiß Egginks Köpfe aufgrund ihres feinen, tiefgehenden und „fleischigen“  Schnitts von denen seiner Schüler und Nachahmer zu unterscheiden.
Neben seiner Arbeit für die Hohnsteiner fertigte er auch Handpuppenköpfe für andere Puppenspieler sowie kleinere Schnitzereien zum Verkauf für Besucher des Städtchens Hohnstein in der Sächsischen Schweiz. Seine ganz private Leidenschaft gehörte der Kunst des Scherenschnitts, worüber bis heute allerdings nur wenig bekannt ist; einige kleinformatige Arbeiten befinden sich lediglich im Besitz des Heimatmuseums von Sebnitz.
Nur 63-jährig starb Eggink 1965 in Hohnstein. Er wurde direkt neben dem Puppenspielhaus am Rande der Stadt beigesetzt, wo später auch der Puppenspieler Max Jacob, seine Frau Marie sowie die Kostümbildnerin Elisabeth Grünwaldt ihre letzte Ruhe fanden.
Die Werkstatt Theo Egginks übernahm nach seinem Tode der Eggink-Schüler Gerhard Berger. Heute leitet dessen Sohn Wolfgang das Atelier, wo nach wie vor Handpuppenköpfe nach den Egginkschen Vorbildern vor allem für Liebhaber und für sozialpädagogische Einrichtungen hergestellt werden. Auf der Bühne erlebt man heute nur noch sehr selten eine von Egginks Puppen; die meisten von ihnen sind längst im wohlverdienten „Ruhestand“.
Von Eggink gestaltete Puppen befinden sich insbesondere in der Dresdner Puppentheatersammlung.

## Weitere Quellen
- Puppenspielsammlung Gerd J. Pohl
- Staatliche Puppentheatersammlung, Dresden